# Diospyros
Diospyros és un gènere, pertanyent a la família de les ebenàcies, que es compon d'unes 750 espècies i tàxons infraespecífics acceptats, dels quasi 1900 descrits, d'arbres caducifolis i perennes. La majoria són dels tròpics, amb poques espècies de clima temperat. N'hi ha d'importància comercial, tant pels fruits mengívols (D. kaki i D. virginiana) com per la fusta. Hi ha dos grups comercials de banús: el banús "negre pur" (D. ebenum, i altres espècies) i el banús "coromandel", (D. celebica) o banús negre d'origen asiàtic. En moltes espècies del gènere, el tipus negre no existeix: la fusta de dites espècies es pot restringir per al seu ús, per exemple D. virginiana.

## Etimologia
Diospyros (διόσπυρον): nom genèric que procedeix del grec Διός "de Zeus" i πυρός "gra o fruit" pel que significa originalment "gra o fruit de Zeus". Els autors de l'antiguitat van fer servir el vocable amb sentits diversos: Teofrast esmenta un diospyros com a un arbre amb fruits menuts mengívols de pinyol dur, pel que pareix, parlava del lledoner (Celtis australis). També Plini el Vell i Dioscòrides el van anomenar amb un altre nom grec lithóspermon, de líthos = pedra i spérma = "llavor,", i que habitualment s'identifica amb el Lithospermum officinale (Mill del sol). Linné va prendre el nom genèric de Daléchamps, qui va anomenar al Diospyros lotus "Diospyros sive Faba Graeca, latifolia".

## Descripció
Arbres generalment dioics amb el tronc erecte i molt ramificat. Generalment les flors són tetràmeres, i les fulles alternes, simples i senceres. El calze està profundament lobulat. La corol·la d'urceolada a rotada, amb lòbuls patents o recorbats, els de les flors masculines generalment són d'una mida diferent que els de les flors femenines. Els estams solen ser 16, hipògins o inserits a la base de la corol·la, mentre que els de les flors femenines estan convertits en estaminodis. L'ovari generalment és tetralocular, o amb 8 lòculs per falses divisions. El fruit és una baia.

## Ecologia
Les espècies de Diospyros són l'aliment de larves d'alguns lepidòpters: Eupseudosoma aberrans, Eupseudosoma nevada, Hypercompe indecisa, entre d'altres.

## Taxonomia
El gènere va ser descrit per Carl von Linné i publicat a Species Plantarum, vol. 2, p. 1057, 1753. L'espècie tipus és: Diospyros lotus L.

### Espècies
Hi ha més de 700 espècies que es diferencien entre altres per ser o no astringents abans de la maduració fisiològica dels fruits. Existeixen varietats, que abans de la maduració normal, en què la polpa pren una consistència molt molla, tenen un alt contingut de tanins solubles la qual cosa els fa ser astringents i desagradables per a ser menjades pels humans. Altres varietats abans de la maduració fisiològica tenen un baix contingut de tanins solubles o aquests són insolubles amb la qual cosa no es dilueixen a la saliva humana i, per tant, no donen la sensació d'astringència. L'astringència desapareix en la maduresa fisiològica, però l'inconvenient que suposa per a la manipulació i el transport de tenir una polpa tova fa que avui en dia augmenten les varietats no astringents o que s'elimine artificialment aquesta en les varietats astringents per poder comercialitzar els fruits amb la polpa dura.
Hi ha molta variabilitat en mida, sabor, i coloració, els fruits poden ser de color roig, ataronjat o groc.

### Espècies seleccionades
Veure llista completa de les espècies i tàxons infraespecífics acceptats, amb els sinònims, a The Plant List
- Diospyros acreana Cavalcante
- Diospyros acris Hemsl.
- Diospyros acuta Thwaites
- Diospyros ambigua Vent.
- Diospyros amplexicaulis Lindl. & Paxton
- Diospyros artanthifolia Mart. ex Miq.
- Diospyros assimilis Bedd.
- Diospyros australis L. ex Jacks. (Est d'Austràlia)
- Diospyros bambuseti Fletcher
- Diospyros boliviana Rusby
- Diospyros canaliculata De Wild. (sins. D. cauliflora, D. xanthochlamys).
- Diospyros canomoi A.DC.
- Diospyros caribaea (A.DC.) Standl.
- Diospyros celebica Bakh. - banús de Màkassar o banús negre
- Diospyros chloroxylon Roxb.
- Diospyros ciliata Raf.
- Diospyros crassiflora H.Perrier
- Diospyros confertifolia (Hiern) Bakh. (Sud-est asiàtic)
- Diospyros conzattii Standl. (Mèxic)
- Diospyros cooperi (Hutch. & Dalziel) F.White
- Diospyros crassinervis (Krug & Urb.) Standl. - banús carboner (Cuba)
- Diospyros digyna Jacq. (sin. D. nigra (J.F.Gmel.) Perrier) - caqui negre (Mesoamèrica)
- Diospyros discolor Willd. - mabolo (Filipines)
- Diospyros ebenaster Retz.
- Diospyros ebenum J.Koenig ex Retz. (sin. D. hebecarpa) - banús
- Diospyros fasciculosa F.Muell. (Austràlia)
- Diospyros feminina Buch.-Ham. ex A.DC.
- Diospyros fischeri Gürke (sin. Royena fischeri)
- Diospyros glauca Rottler
- Diospyros hayatai Odash.
- Diospyros humilis (R.Br.) F.Muell. - banús de Queensland (Austràlia)
- Diospyros insularis Bakh. - banús de Nova Guinea
- Diospyros intricata (A.Gray) Standl.
- Diospyros kaki L.f. non Thunb. nom. illeg. - caqui, palosanto, persimó
- Diospyros klaineana Pierre ex A.Chev.
- Diospyros kurzii Hiern
- Diospyros lancifolia Roxb. (Sud-est asiàtic)
- Diospyros letestui Pellegr.
- Diospyros lotus Lour. - caquier del Japó (Sud-est asiàtic i sud-est d'Europa)
- Diospyros mabacea F.Muell. (Nova Gal·les del Sud)
- Diospyros macrocalyx A.DC. (sins. D. loureiroana, Royena macrocalyx)
- Diospyros major (G.Forst.) Bakh. (Est d'Austràlia)
- Diospyros maritima Blume
- Diospyros marmorata R.Parker
- Diospyros melanoxylon Hassk. - banús indi
- Diospyros mespiliformis Hochst. ex A.DC. - banús africà
- Diospyros miaoshanica S.K.Lee
- Diospyros multiflora Wall.
- Diospyros pavonii (A.DC.) J.F.Macbr.
- Diospyros pentamera (Woods & F.Muell.) F.Muell. - caqui gris (Est d'Austràlia)
- Diospyros pterocalycina St.-Lag.
- Diospyros sanza-minika A.Chev.
- Diospyros sandwicensis (A.DC.) T.Yamaz - lama (Hawaii)
- Diospyros siamang Bakh. (sin. D. elliptifolia)
- Diospyros subrotata Hiern
- Diospyros tetrasperma Sw. - banús reial de Cuba[5]
- Diospyros texana Scheele - caqui de Texas
- Diospyros trichophylla Alston (sin. D. pruriens)
- Diospyros ulo Merr.
- Diospyros villosa (L.) De Winter (sin. Royena villosa)
- Diospyros virgata (Gürke) Brenan
- Diospyros virginiana L. - caquier de Virgínia (Est d'Amèrica del Nord)